# 월드콘 (아이스크림)
월드콘은 롯데웰푸드에서 1986년부터 생산하는 아이스크림콘이다. 데코레이션과 콘 아래의 뾰족한 부분을 초콜릿으로 채워 넣어서 만들기 때문에 아이스크림과 초콜릿의 두 가지 맛을 맛볼 수 있다.

## 맛
- 마다가스카르 바닐라
- 바나나
- 체리베리
- 헤이즐넛
- 아라비카 커피
- 허니유자
- 프렌치 치즈

## 같이 보기
- 구구 시리즈